# Evangelische Kirche (Neu-Moresnet)

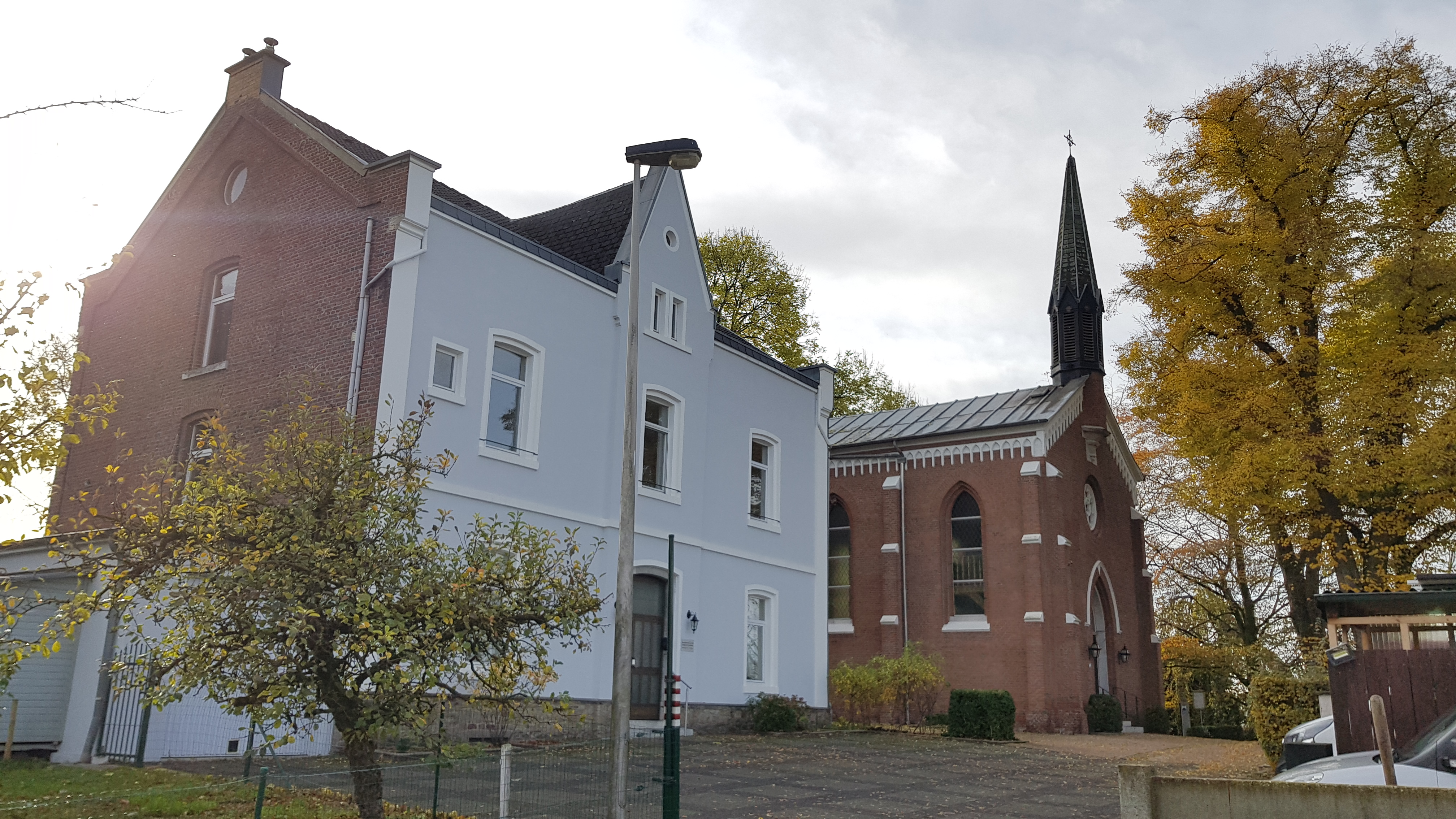
Pfarrhaus und Evangelische Kirche in Neu-Moresnet

Die Evangelische Kirche (auch: St. Johannes) in Neu-Moresnet, einem Ortsteil von Kelmis in der Provinz Lüttich in Belgien, ist ein Kirchengebäude der evangelischen Kirchengemeinde Eupen/Neu-Moresnet, die zur Vereinigten Protestantischen Kirche von Belgien gehört. Die Kirche ist mit dem zugehörigen Pfarrhaus und Friedhof seit dem Jahr 2006 als Kulturdenkmal der Deutschsprachigen Gemeinschaft Ostbelgiens denkmalgeschützt.

## Geschichte
Durch den Abbau von Galmei kam es in der Mitte des 19. Jahrhunderts zu einem Zuzug von Arbeitern evangelischen Glaubens in die katholisch geprägte Region. Im Jahr 1855 konnte ein evangelischer Geistlicher angestellt werden, der zunächst Gottesdienste in einem Saal abhielt. Bereits 1856 konnte mit dem Bau einer eigenen Kirche nach Plänen des Architekten Classen begonnen werden. 1857 erfolgte die Einweihung der Kirche, ein kleiner Saalbau aus Ziegelstein in schlichten neugotischen Formen mit einem Fassadenturm. Gleichzeitig wurde Neu-Moresnet eine selbstständige Kirchengemeinde. Sie gehörte bis 1920 zum Kirchenkreis Aachen in der evangelischen Kirche in der preußischen Rheinprovinz. 1858 wurde der Friedhof neben der Kirche angelegt und 1865 das Pfarrhaus fertiggestellt. Es enthielt auch ein Schulzimmer mit zugehöriger Lehrerwohnung.